# 本田優
本田 優（ほんだ まさる、1959年1月4日 - ）は、日本中央競馬会 (JRA) 栗東トレーニングセンター所属の元騎手で、現在は同会の調教師である。

## 来歴

### 騎手時代
1980年に騎手免許を取得し、星川薫厩舎よりデビュー。元騎手の上籠勝仁は弟弟子。初騎乗は同年3月1日の阪神競馬第1競走で、ロビンソンシチーに騎乗し2着。同年3月30日の阪神競馬第3競走でカンザンスピードに騎乗し初勝利。
重賞初勝利は1981年春の京都記念（1983年までは年2回施行の競走であった）で初騎乗馬のロビンソンシチーにて挙げる。そして1986年にはゴールドシチーで阪神3歳ステークスに勝利。これがGI初勝利となった。
1990年代に入ると勝利数が増え、勝率・連対率ともに着実に結果を残したが、大きなタイトルには縁がなかった。しかし、2000年の阪神3歳牝馬ステークスでテイエムオーシャンに騎乗し、実に14年ぶりのGI制覇を果たした。翌年も同馬とのコンビで桜花賞、秋華賞を制した。
その後はテイエムオーシャンを筆頭に、西浦勝一調教師の管理馬とのコンビが目立つようになり、勝利数もさらに増えた。マイソールサウンドなどで重賞勝利も重ね、ベテランならではの渋い活躍ぶりを見せていた。騎乗フォームは柔らかく、芝レース、とくに牝馬騎乗での活躍が目立った。
その反面、強気過ぎて人気を裏切ることもあり、テイエムオーシャンの優駿牝馬（オークス）で横山典弘が騎乗するローズバドに出し抜けされ、3着に敗れたときには「騎手が下手だったと書いてくれて結構です。」と発言し、物議を醸した。
2005年2回函館競馬4日目第6競走においてイアラユーラシアに騎乗し、中央競馬通算700勝を達成した。
2006年には優駿牝馬でカワカミプリンセスに騎乗し、最年長で優勝を果たすと、同年の秋華賞も同馬で制した。エリザベス女王杯でも1位に入線し、ファインモーション以来の無敗の制覇かと思われたが、審議の結果直線でヤマニンシュクルの進路を妨害したとして12着降着（16頭中）となった。ここでも「全部俺の責任」と発言した。また、審議を担当した裁決委員には「俺からは制裁金をいくら取っても構わないが、馬の降着だけは勘弁してくれ」と嘆願していたという。なお、GIレース1着降着の事例は1991年の天皇賞（秋）のメジロマックイーン以来だが、本田はこのとき、直接の被害馬とされた18着入線のプレジデントシチーに跨っており、レース後に岡部幸雄が「お前、よく落ちなかったな」と声をかけたほど、落馬寸前なまでに体勢を崩していた。
2007年2月、調教師試験に合格し、調教師免許を取得した。最終週は計9鞍に騎乗。2月24日のアーリントンカップでは、1番人気のローレルゲレイロに騎乗し2着と敗れたが、25日には2勝を挙げた。阪急杯でのニシノデューの6着が最後の騎乗となった。2月28日付で騎手を引退し、調教師へ転身した。

### 調教師時代
同年4月22日におこなわれたジョッキーマスターズに参戦し2着。6月21日付で厩舎を開業（当面は10馬房）した。初出走は同年6月30日阪神競馬第1競走のジョバイロで6着、初勝利は同年7月28日小倉競馬第3競走のバトルブレーヴで、のべ10頭目であった。さらに同馬は翌2008年の小倉サマージャンプを制し、調教師としてJRA重賞初勝利を挙げた。
菊地昇吾、川須栄彦、泉谷楓真と複数の騎手を厩舎に受け入れており、騎手育成にも積極的であるといえる。

## 騎手成績
| 年度   | 勝利数 | 騎乗数 | 連対率 | 勝率 | 表彰                         |
| ------ | ------ | ------ | ------ | ---- | ---------------------------- |
| 1980年 | 22     | 298    | .152   | .073 | 中央競馬関西放送記者クラブ賞 |
| 1981年 | 32     | 312    | .189   | .103 |                              |
| 1982年 | 14     | 230    | .187   | .061 |                              |
| 1983年 | 22     | 236    | .169   | .093 |                              |
| 1984年 | 14     | 198    | .146   | .071 |                              |
| 1985年 | 20     | 163    | .227   | .123 |                              |
| 1986年 | 21     | 232    | .211   | .091 |                              |
| 1987年 | 18     | 261    | .165   | .059 |                              |
| 1988年 | 35     | 230    | .248   | .152 | JRAフェアプレー賞            |
| 1989年 | 21     | 230    | .191   | .091 |                              |
| 1990年 | 27     | 238    | .235   | .113 |                              |
| 1991年 | 29     | 286    | .189   | .101 |                              |
| 1992年 | 19     | 279    | .179   | .068 |                              |
| 1993年 | 23     | 196    | .204   | .117 |                              |
| 1994年 | 30     | 223    | .229   | .135 |                              |
| 1995年 | 25     | 251    | .215   | .100 |                              |
| 1996年 | 28     | 288    | .240   | .097 | JRAフェアプレー賞            |
| 1997年 | 30     | 296    | .172   | .101 |                              |
| 1998年 | 27     | 383    | .193   | .070 |                              |
| 1999年 | 34     | 322    | .186   | .106 | JRAフェアプレー賞            |
| 2000年 | 30     | 345    | .183   | .087 |                              |
| 2001年 | 35     | 319    | .188   | .110 | JRAフェアプレー賞            |
| 2002年 | 20     | 278    | .147   | .072 |                              |
| 2003年 | 40     | 359    | .203   | .111 | JRAフェアプレー賞            |
| 2004年 | 56     | 527    | .201   | .106 |                              |
| 2005年 | 48     | 560    | .188   | .086 |                              |
| 2006年 | 34     | 383    | .167   | .089 |                              |
| 2007年 | 3      | 70     | .171   | .043 |                              |
| 平地   | 757    | 7993   | .191   | .095 |                              |
| 障害   | 0      | 4      | .000   | .000 |                              |

|            | 日付           | 競走名               | 馬名             | 頭数 | 人気 | 着順 |
| ---------- | -------------- | -------------------- | ---------------- | ---- | ---- | ---- |
| 初騎乗     | 1980年3月1日   | 4歳未勝利            | ロビンソンシチー | 11頭 | 5    | 2着  |
| 初勝利     | 1980年3月30日  | -                    | カンザンスピード | -    | -    | 1着  |
| 重賞初騎乗 | 1980年10月25日 | タマツバキ記念（秋） | ミケンジャク     | 18頭 | 17   | 7着  |
| 重賞初勝利 | 1981年2月15日  | 京都記念（春）       | ロビンソンシチー | 16頭 | 8    | 1着  |
| GI級初騎乗 | 1982年11月14日 | 菊花賞               | ミズホヒエン     | 21頭 | 12   | 10着 |
| GI初勝利   | 1986年12月14日 | 阪神3歳S             | ゴールドシチー   | 8頭  | 3    | 1着  |

### GI級競走優勝
- ゴールドシチー（1986年阪神3歳ステークス）
- テイエムオーシャン（2000年阪神3歳牝馬ステークス、2001年チューリップ賞・桜花賞・秋華賞、2002年札幌記念）
- カワカミプリンセス（2006年優駿牝馬・秋華賞）

### 重賞競走優勝
- ロビンソンシチー（1981年京都記念（春））
- タケノヒエン（1983年毎日杯、スプリングステークス）
- リキアイノーザン（1988年阪神牝馬特別、1989年京都牝馬特別・中山牝馬ステークス）
- チアズアトム（1994年フェブラリーステークス）
- ヒダカリージェント（1996年グランシャリオカップ）
- レインボークイーン（1996年クイーンステークス）
- イシヤクマッハ（2001年グランシャリオカップ）
- アルアラン（2002年オグリキャップ記念・ブリーダーズゴールドカップ）
- マイソールサウンド（2002年中日新聞杯、2003年京都記念、2004年京都金杯・マイラーズカップ、2005年阪神大賞典）
- ダンツフレーム（2003年新潟大賞典）
- チアズブライトリー（2003年京阪杯）
- チアズメッセージ（2004年京都牝馬ステークス）
- タマモホットプレイ（2004年スワンステークス）
- アドマイヤムーン（2005年札幌2歳ステークス）
- コスモサンビーム（2005年スワンステークス）

## 調教師成績
|            | 日付          | 競馬場・開催  | 競走名             | 馬名             | 頭数 | 人気 | 着順 |
| ---------- | ------------- | ------------- | ------------------ | ---------------- | ---- | ---- | ---- |
| 初出走     | 2007年6月30日 | 3回阪神5日1R  | 3歳未勝利          | ジョバイロ       | 15頭 | 5    | 6着  |
| 初勝利     | 2007年7月28日 | 2回小倉5日3R  | 障害3歳上未勝利    | バトルブレーヴ   | 12頭 | 1    | 1着  |
| 重賞初出走 | 2007年9月1日  | 3回新潟7日9R  | 新潟ジャンプS      | バトルブレーヴ   | 14頭 | 4    | 8着  |
| 重賞初勝利 | 2008年7月26日 | 2回小倉3日9R  | 小倉サマージャンプ | バトルブレーヴ   | 12頭 | 1    | 1着  |
| GI初出走   | 2009年4月19日 | 3回中山8日11R | 皐月賞             | アーリーロブスト | 18頭 | 10   | 16着 |
| GI初勝利   | 2017年4月9日  | 2回阪神6日11R | 桜花賞             | レーヌミノル     | 17頭 | 8    | 1着  |

### 主な管理馬
※括弧内は当該馬の優勝重賞競走、太字はGI級競走。
- バトルブレーヴ（2008年小倉サマージャンプ）
- アーリーロブスト（2009年京成杯）
- フミノイマージン（2011年福島牝馬ステークス、マーメイドステークス、愛知杯、2012年札幌記念）
- ダンツミュータント（2015年京都ジャンプステークス）
- レーヌミノル（2016年小倉2歳ステークス、2017年桜花賞）
- マイティティー（2017年ブリーダーズゴールドカップ）
- エテルナミノル （2018年愛知杯）
- ランスオブプラーナ （2019年毎日杯）
- ダンツエラン（2024年ファンタジーステークス）

## 主な厩舎所属者
※太字は門下生。括弧内は厩舎所属期間と所属中の職分。
- 菊地昇吾（2008年 - 2010年 騎手、2010年 - 現在 調教助手）
- 川須栄彦（2010年 騎手）
- 泉谷楓真（2020年 - 2024年 騎手）